# Aleurites
Aleurites es un género perteneciente a la familia de las euforbiáceas con 23 especies descritas y de estas, solo 2 aceptadas. Se encuentran en las regiones tropicales y subtropicales de Asia, el Pacífico y América del Sur.

## Descripción
Son árboles monoicos, perennes o semi-perennes. Son grandes árboles que alcanzan los 15-40 m de altura, con la difusión y el aumento de sus ramas caídas.
Las hojas son alternas, lobuladas, aovado-lanceoladas con estípulas. Pubescentes en ambas caras cuando son jóvenes, pero en una etapa posterior se convierten en glabros. La inflorescencia consta con flores terminales como pequeñas plumas, de color blanco cremoso en forma de campanas fragantes. Las flores son generalmente bisexuales, con una flor solitaria al final de cada eje principal. Tiene cinco o seis pétalos imbricados. Las frutas son bastante grandes con una drupa carnosa y un fino exocarpo y endocarpo leñoso. Varían en forma, según el número de lóculos desarrollados. Las semillas de Oleiferous son venenosas.
El aceite ha sido utilizado como parafinas, lubricantes o como un componente de barniz, pintura o jabón. También se ha utilizado como aceite de la cocción, después de la eliminación de las sustancias tóxicas.

## Taxonomía
El género fue descrito por J.R.Forst. & G.Forst. y publicado en Characteres Generum Plantarum 111, pl. 56. 1775. La especie tipo es: Aleurites triloba

## Especies aceptadas
A continuación se brinda un listado de las especies del género Aleurites aceptadas hasta octubre de 2012, ordenadas alfabéticamente. Para cada una se indica el nombre binomial seguido del autor, abreviado según las convenciones y usos.
La especie más extendida es la (Aleurites moluccana), que se producen en Asia tropical, el Pacífico, de la India a China y Polinesia, Australia y Nueva Zelanda. Algunos botánicos sólo reconocen dos especies, Aleurites moluccana y Aleurites rockinghamensis.
- Aleurites moluccana (L.) Willd.
- Aleurites rockinghamensis (Baill.) P.I.Forst.